# 中山世譜
《中山世譜》是琉球國的漢文官修史書。康熙三十六年（1697年），攝政尚弘才等人奉尚貞王之命，以蔡鐸為中心，對《中山世鑒》進行漢譯和改訂，於1701年完成初版《中山世譜》（被稱為蔡鐸本《中山世譜》），獻給清朝康熙帝。蔡鐸本《中山世譜》記載了琉球國自天孫王朝至尚益王代發生的事情。共正卷5卷、附卷1卷。
雍正二年（1724年），由攝政尚徹主持，以蔡溫為中心，對蔡鐸本《中山世譜》進行加筆、修正，於翌年完成第二個版本的《中山世譜》，後世稱之為蔡溫本《中山世譜》。
現存的《中山世譜》共有本卷14卷（主要是收錄有關中國的事項）、附卷7卷（主要是收錄有關薩摩藩的事項），蔡溫本《中山世譜》的改訂只到本卷九卷，其後是由史官繼續修訂，直到1876年才被迫停止。附卷的部分可能也是由蔡溫所編修，後來又經唐榮都通事鄭秉哲之手改訂，成為現在的7卷。

## 《中山世譜》編纂者一覽

### 蔡鐸本《中山世譜》編纂者
- 國相：
  - 尚弘才（北谷王子朝愛）
- 法司：
  - 向世俊（仲田親方朝重）
  - 馬廷器（幸地親方良象）
  - 毛天相（池城親方安倚）
- 總宗正：
  - 尚弘德（東風平王子朝春）
  - 向和禮（伊江按司朝嘉）
  - 傅崇道（田嵜親方原清）
- 纂修司：
  - 蔡鐸（志多伯親方聲亭）

### 蔡溫本《中山世譜》編纂者
- 國相：
  - 尚徹（北谷王子朝騎）
- 法司：
  - 馬獻圖（浦添親方良意）
  - 向和聲（西平親方朝敘）
  - 毛承詔（摩文仁親方安政）
- 總宗正：
  - 尚盛（越來王子朝慶）
  - 向文明（玉川按司朝雄）
  - 毛光弼（具志頭親方安亮）
- 纂修司：
  - 蔡溫（末吉親方文若）

## 《中山世譜》目錄
- 正卷
  - 首卷：中山世譜序 凡例十條 當官姓氏 中山世譜原序 琉球輿地名號會紀 系圖
  - 卷一：歷代總紀 歷代總論
  - 卷二：中山萬世總紀
  - 卷三：天孫紀 舜天王 舜馬順熙王 義本王 英祖王 大成王 英慈王 玉城王 西威王 察度王 武寧王
  - 卷四：尚思紹王 尚巴志王
  - 卷五：尚忠王 尚思達王 尚金福王 尚泰久王 尚德王
  - 卷六：尚稷王 尚圓王 尚宣威王 尚真王
  - 卷七：尚清王 尚元王 尚永王 尚寧王
  - 卷八：尚豐王 尚賢王 尚質王 尚貞王 尚純王
  - 卷九：尚益王 尚敬王
  - 卷十：尚穆王 尚哲王 尚溫王 尚成王
  - 卷十一：尚灝王
  - 卷十二：尚育王 王世子尚濬
  - 卷十三：尚泰王 王世子尚典
- 附卷：
  - 附卷序
  - 附卷一：尚清王 尚永王 尚寧王 尚豐王 尚賢王 尚質王
  - 附卷二：尚貞王
  - 附卷三：尚益王 尚敬王
  - 附卷四：尚穆王
  - 附卷五：尚溫王 尚成王 尚灝王
  - 附卷六：尚育王
  - 附卷七：尚泰王

## 外部連結
- 中山世譜並紀事抜書　［写本］｜貴重資料デジタル書庫・デジタルアーカイブ
- 蔡溫本《中山世譜》正卷文本
- 《中山世譜》附卷文本